# Syngonium podophyllum
Syngonium podophyllum är en kallaväxtart som beskrevs av Heinrich Wilhelm Schott. Syngonium podophyllum ingår i släktet Syngonium och familjen kallaväxter.

## Underarter
Arten delas in i följande underarter:
- S. p. peliocladum
- S. p. podophyllum

## Bildgalleri

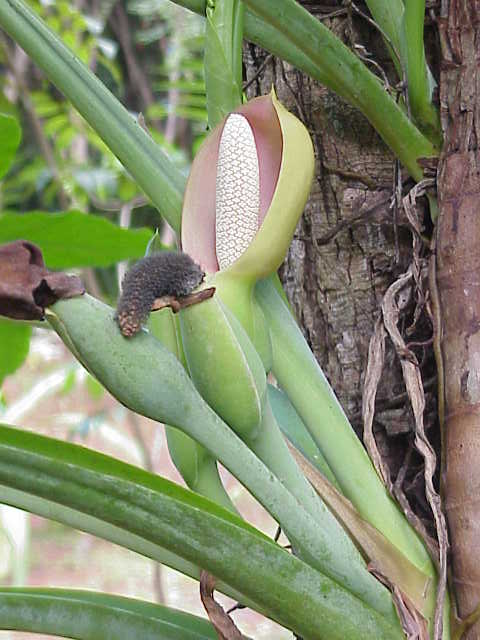
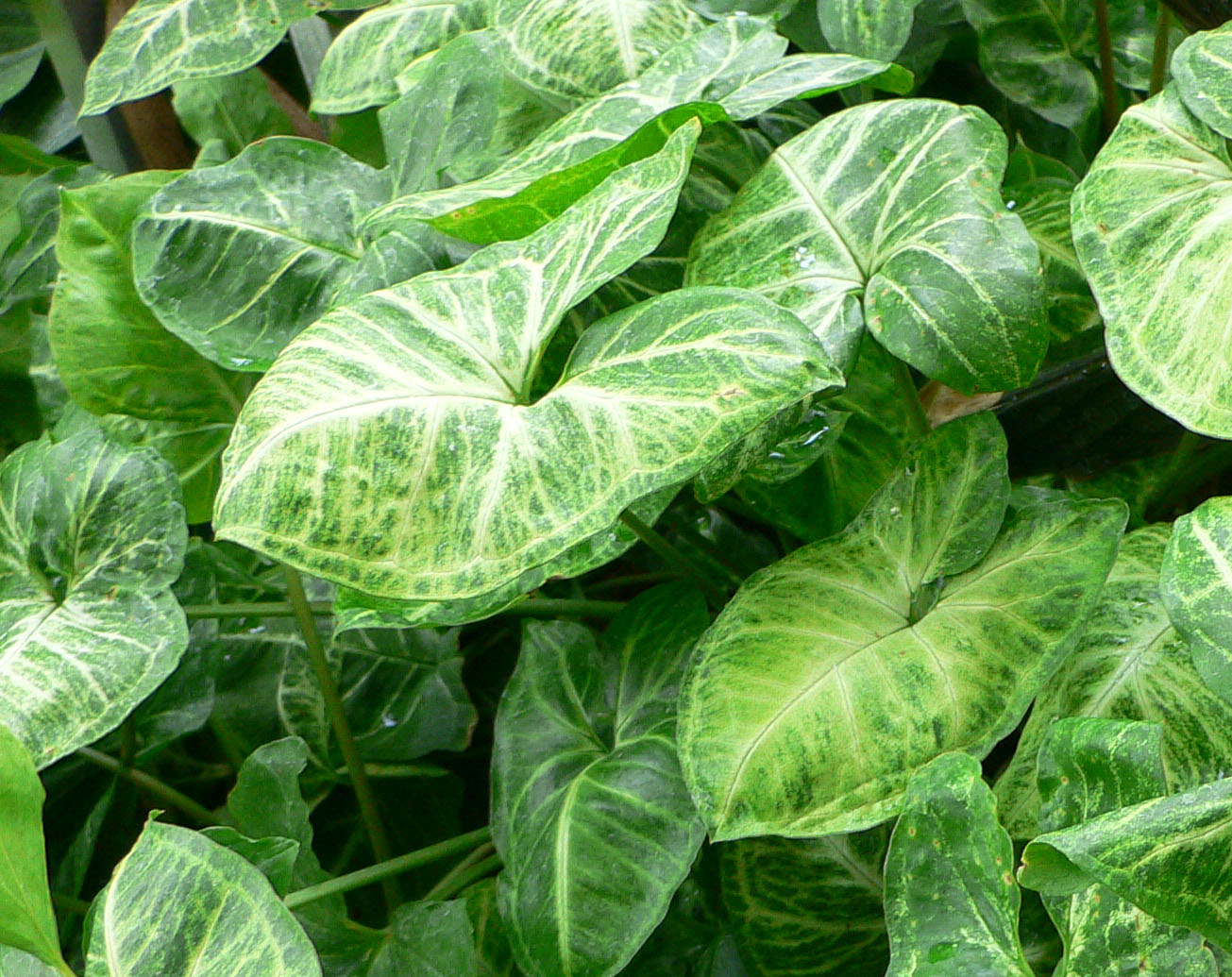
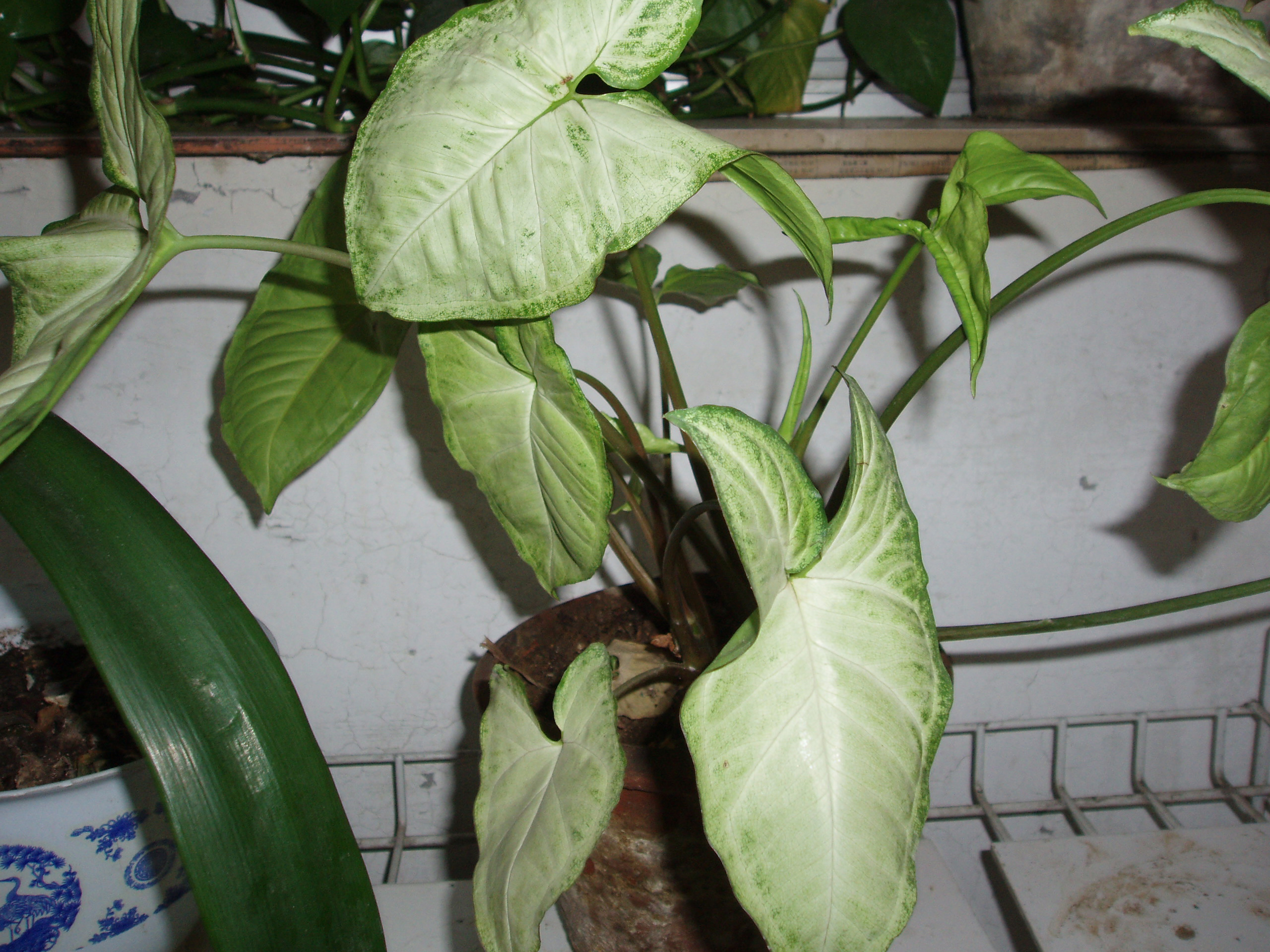
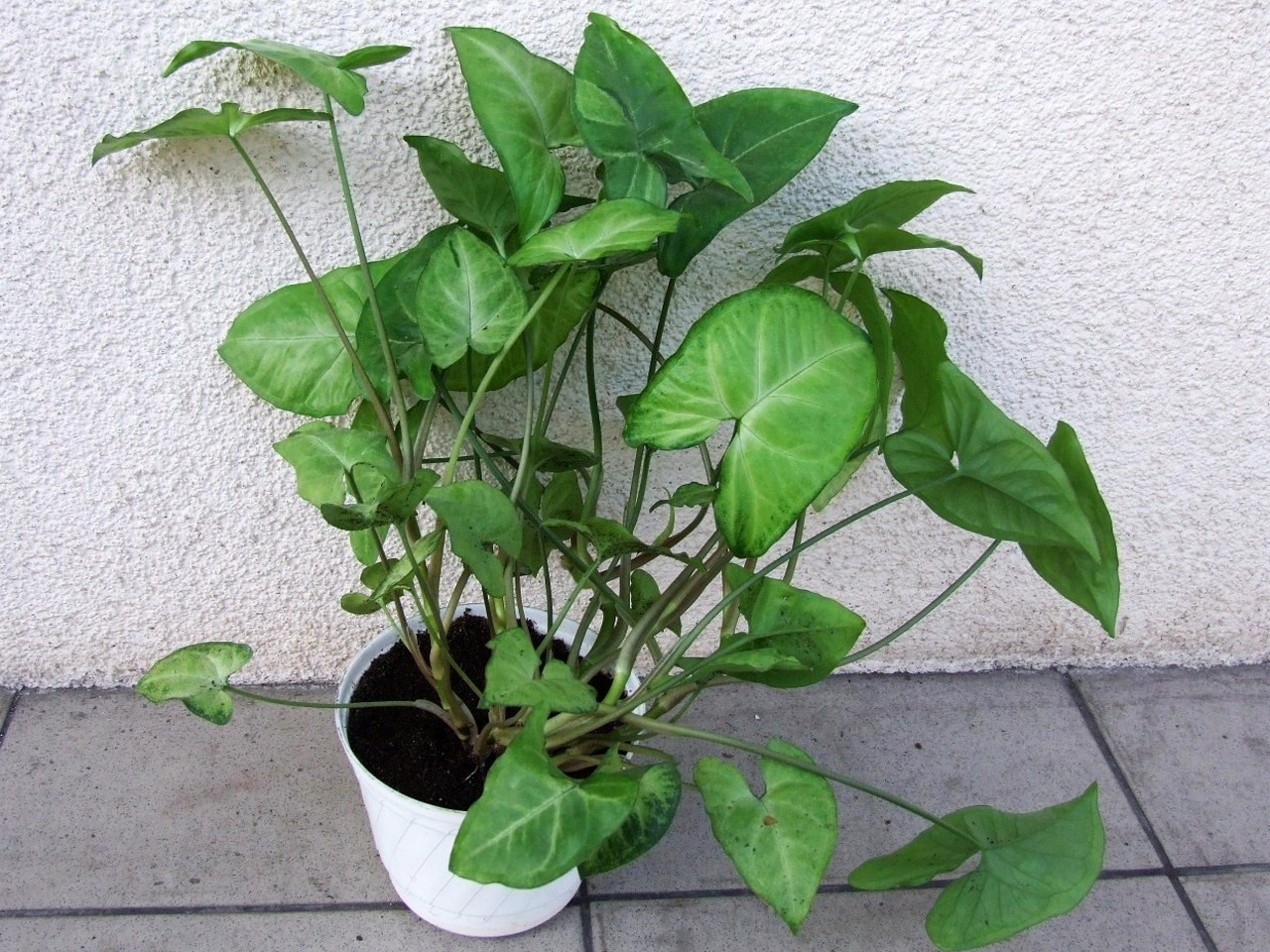
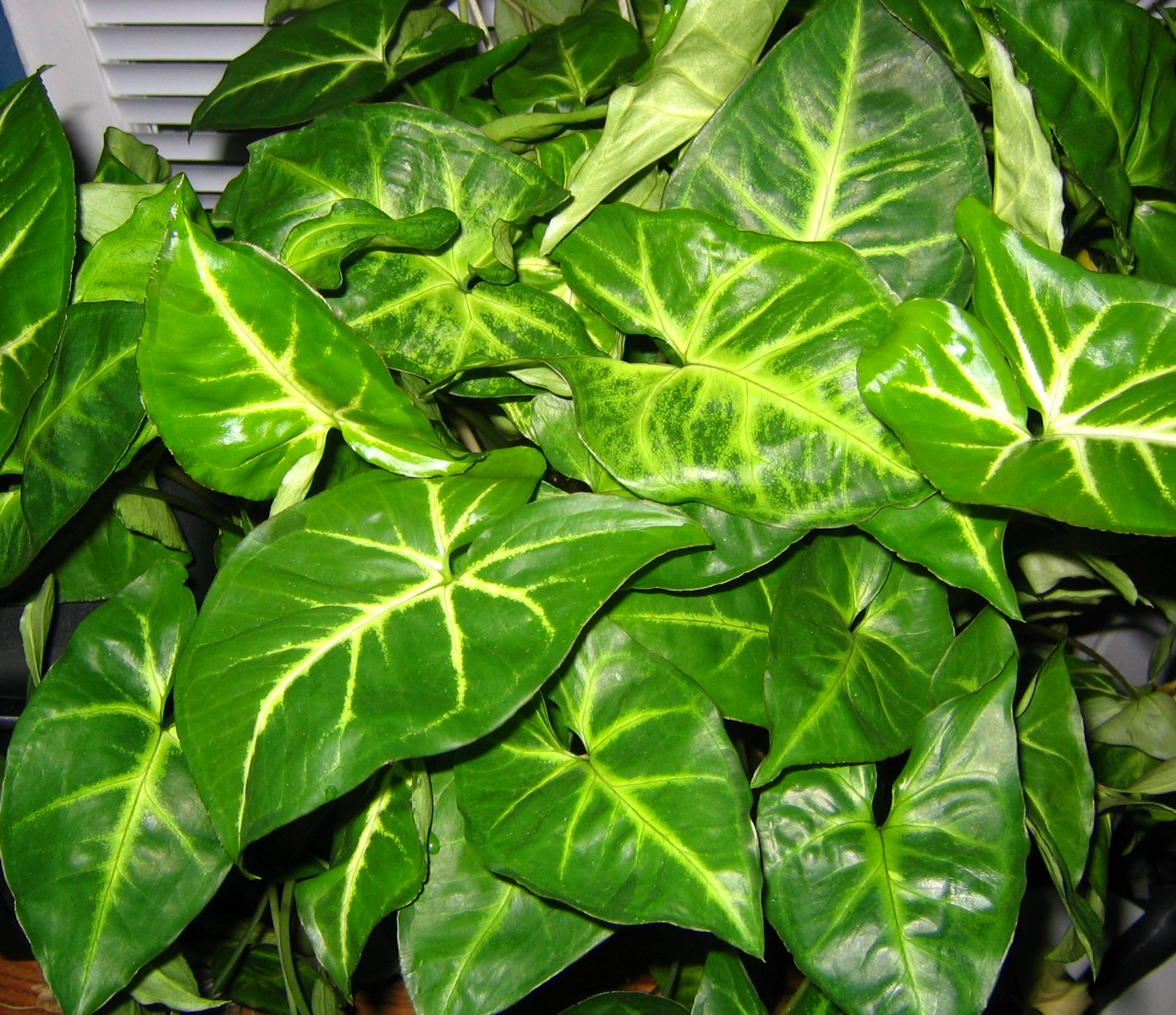